# Vojenská politická akademie Klementa Gottwalda
Vojenská politická akademie Klementa Gottwalda (zkratka VPA KG) byla vojenská politická škola sídlící nejprve (1953/1966–1969) v Praze (Tychonova 1), od roku 1969 v Bratislavě. Po sametové revoluci byla přejmenována na Vysokou vojenskou pedagogickou školu (VVPŠ).

## Historie
V roce 1993 byla škola sloučena s Vysokou vojenskou technickou školou pod názvem Vojenská akademie v Liptovském Mikuláši. V roce 2004 došlo k transformaci vojenského školství na Slovensku a roli jediné vojenské vysoké školy na Slovensku plní od tohoto roku Akademie ozbrojených sil generála Milana Rastislava Štefánika v Liptovském Mikuláši.
Pro účely zákona o státní službě se vzdělání dosažené na této vysoké škole nepovažuje za vysokoškolské vzdělání.

## Významní absolventi
Na škole studovali například ministr školství České republiky Marcel Chládek a manželka prezidenta České republiky Petra Pavla, Eva Pavlová.[zdroj?]